# EC Oudenhove

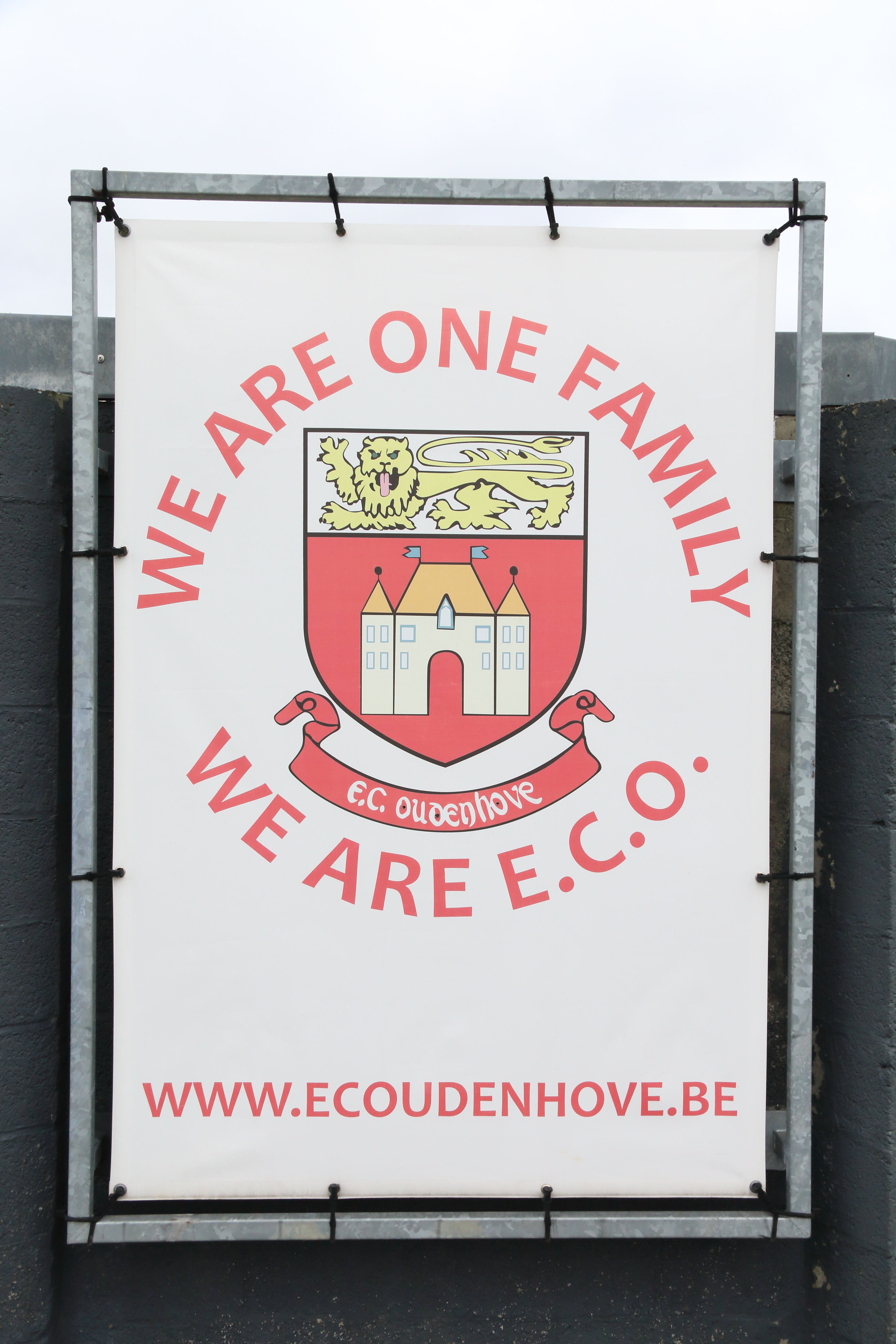
Logo van EC Oudenhove

EC Oudenhove (ECO) is een Belgische voetbalclub uit Sint-Maria-Oudenhove. De club is aangesloten bij de KBVB Voetbal Vlaanderen met stamnummer 5770 en heeft rood en wit als kleuren. 'Het is rood, 't is wit, 't is beter dan Madrid, 't is E.C.O.' is de slagzin van deze roemrijke traditieclub.

## Geschiedenis

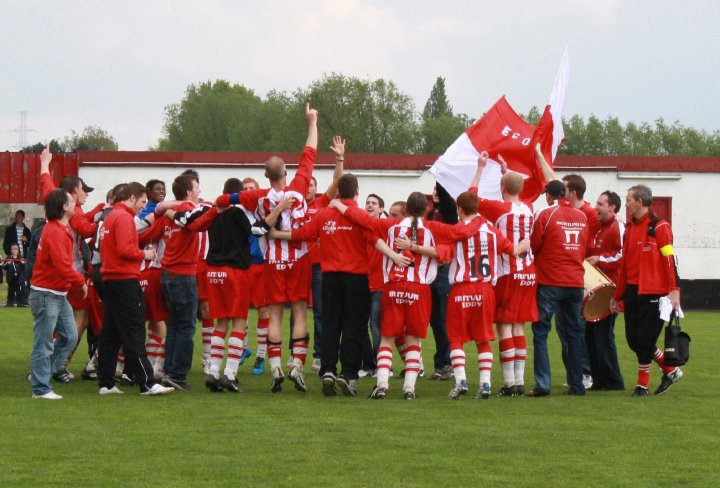
Viering overwinning in 2010

Oudenhove sloot zich in de eerste helft van de jaren 50 aan bij de Belgische Voetbalbond en ging er in de provinciale reeksen spelen, toen nog in het rood en het geel.
De club speelde vooral in de laagste provinciale reeksen, vooral Derde Provinciale, met wisselende successen. Zo degradeerde men in 1997 voor een seizoen naar het allerlaagste niveau, Vierde Provinciale. Na een titel in Derde Provinciale in 2003 onder leiding van Danny Herregodts, speelde men een seizoen in Tweede Provinciale.
De beloftenploeg werd in 2009/10 kampioen onder trainer Hendrik Demets en met Davy Vander Poorten als kapitein van de jonge garde. Het was 35 jaar geleden dat een Oudenhoofse beloftenploeg de titel kon binnenhalen. 
Het was ook in deze periode dat de beruchte supportersclub 'E-Side' werd opgericht door beloftenspelers Bruno Van Snick en Davy Vander Poorten, en met de steun van lokale legende en garagist Pascal Goessens, huidig voorzitter van EC Oudenhove A speelde een legendarische en onvergetelijke match in de eindronde op de terreinen van Rangers Opdorp, die winnend afgesloten werd. Een match die een volksverhuis zonder weerga op de been bracht en waar tot op de dag van vandaag nog wordt over gesproken. Deze periode was het begin van een succesrijk decennium. 
In 2010 werd ECO kampioen bij de U8, waar ze niet één keer verloren, daarna werd dezelfde ploeg nog twee keer kampioen.
In 2012 werd ECO kampioen in Derde Provinciale met trainer Sandy Casieris en onder het kapiteinschap van Bart Van Daele, maar degradeerde in 2013.
In 2014 werd via de eindronde de promotie naar 2de provinciale met trainers Steven en David Ghys en met Jelle Solemé als kapitein afgedwongen, maar de voetbalploeg degradeerde opnieuw in 2015. Ondertussen had Diego Porrez de sportieve touwtjes in handen genomen. Huidig trainer Kevin Van Helleputte kwam aan het roer bij de start van het seizoen '18 - '19 en miste in zijn debuutseizoen op een haar na de promotie naar 2de provinciale. Sinds 2014 en tot het Coronajaar 2020 bereikte de ploeg maar liefst 5 x de eindronde in 6 jaar tijd.
Bij de start van het seizoen '17-'18 bracht ECO voor het eerst een B-elftal in competitie in vierde provinciale met voor het overgrote deel jongens van rond de kerktoren. Stef Merckaert werd kapitein van deze ploeg, waarvan er heel wat de beloftentriomf van 2010 van nabij hadden meegemaakt.
In 2020 raakte bekend dat EC Oudenhove zou fuseren met KSV Sottegem tot ECO Sottegem SV, maar die fusie werd afgeblazen.
ECO rechtte de rug en na vier seizoenen in de derde bereikte het de eindronde in '24–'25, waarna het Maarkedal uitschakelde in de eerste ronde. Voor meer dan 500 toeschouwers zette ECO een 0-2-achterstand om in een 4-2-winst.

## Logo
Het logo van de club bestaat uit drie delen:
- bovenaan de Vlaamse Leeuw
- Een computertekening van de poort van het kasteel van Lilare. Deze werd overgenomen uit het originele wapenschild van de gemeente Sint-Maria-Oudenhove
- onderaan de clubnaam EC Oudenhove.

## Terrein
ECO speelde eerst op een pleintje achter de parochiekerk. Later verhuisde het naar een grasveld in de Oudenhoofse wijk Pijperzele. Het terrein was in het bezit was van OCMW Zottegem en was bestemd tot recreatiegebied. Tot vandaag breidde het complex uit tot 2 grote voetbalpleinen en 2 grote oefenterreinen achter de kantine. Naast de kantine bevindt zich een grote tribune. Het hoofdterrein ligt in een kuipvormige arena die omringd wordt door een kasseien muur. Deze muur werd in 2011 beschilderd met het opschrift: "Welkom in de hel van ECO", door de beruchte supportersclub 'E-side'.